# LANI -Heavenly Garden-
「LANI -Heavenly Garden-」（ラニ ヘブンリィ・ガーデン）は、杏里28枚目のシングル。1992年6月3日発売。発売元はフォーライフ・レコード。

## 解説
「LANI -Heavenly Garden-」は、関西テレビ・フジテレビ系「不思議サスペンス2期」のテーマ曲として起用された。

## 収録曲
作詞：吉元由美 作曲：ANRI 編曲：小倉泰治
1. LANI -Heavenly Garden-
  - 関西テレビ・フジテレビ系「不思議サスペンス」テーマ曲
2. GIRLS IN SUMMER
3. LANI -Heavenly Garden-（オリジナルカラオケ）

## 関連作品
- MOANA LANI
- OPUS 21
- Anri The Best